# Monte Smithson
Il Monte Smithson (in lingua inglese: Mount Smithson) è una montagna antartica, alta oltre 3.000 m, situata 5 km a est del Monte Sellery, tra le testate del Ghiacciaio Krout e del Ghiacciaio Harwell, nella scarpata settentrionale delle Prince Olav Mountains, catena montuosa che fa parte dei Monti della Regina Maud, in Antartide. 
La denominazione è stata assegnata dall'Advisory Committee on Antarctic Names (US-ACAN), in onore di James Smithson (1765-1829), mineralogista, chimico e filantropo di origini britanniche, che lasciò in eredità le sue notevoli proprietà al Governo degli Stati Uniti, allo scopo che fosse fondata una Istituzione nella capitale Washington, che nel 1835 divenne la Smithsonian Institution, costituita per aumentare la diffusione della conoscenza tra il genere umano.